# Précy-Notre-Dame

Précy-Notre-Dame este o comună în departamentul Aube din nord-estul Franței. În 1 ianuarie 2022 avea o populație de 68 de locuitori.